# Олонецкая губернская мужская гимназия
Оло́нецкая губе́рнская мужска́я гимна́зия — всесословное среднее учебное заведение в Петрозаводске, Олонецкая губерния.

## История
Четырёхклассная гимназия создана 24 сентября 1808 года на основании «Устава учебных учреждений», утверждённого в 1804 году, на базе Олонецкого Главного народного училища, образованного в 1786 году: два класса (4-й и 3-й) получили название Олонецкой губернской гимназии, а два другие (2-й и 1-й) образовали Петрозаводское уездное училище; учащихся в первом классе гимназии было 11, во втором — 7.
Торжественное открытие гимназии состоялось 11 сентября 1811 года(по другим сведениям — 15 октября 1811 года), по истечении трёх лет её существования. Для её торжественного открытия в Петрозаводск прибыл, отправленный визитатором от главного правления училищ, ординарный профессор академик Пётр Дмитриевич Лодий.
Гимназия относилась к Санкт-Петербургскому учебному округу и, помимо губернского, подчинялась академическому правлению округа. Содержалась за счёт государственных средств и платы за обучение. Большинство гимназистов составляли дети дворян и чиновников местных губернских учреждений. Обучались дети с 10 лет.
Размещалась гимназия на Соборной площади Петрозаводска (ныне площадь Кирова).
При гимназии была организована ученическая библиотека, фонд которой в 1808 году составлял 293 названия в 657 томах; в 1858 году — 1409 названий в 2925 томах; к 1900 году — более 7000 книг.
Во время Отечественной войны 1812 года в Петрозаводск был эвакуирован из Санкт-Петербурга Главный педагогический институт, некоторые преподаватели которого вели занятия в гимназии. Перед возвращением в Санкт-Петербург институт подарил гимназии учебные пособия и приборы: микроскоп, электрическую машину и другое оборудование.
В 1832 году была преобразована в семиклассную, в 1865 году — в классическую с изучением одного древнего языка (латынь), в 1871 году — в классическую с изучением двух древних языков (латынь и древнегреческий). Тогда же были открыты подготовительный и 8-й классы. Выпускники получили право на поступление в университеты.
В гимназии изучались Закон Божий, математика, физика, география, история, грамматика, словесность, логика, немецкий, французский, латинский и греческий языки. В начале XX века в программу обучения были включены — законоведение, философия и космография.
25 июня 1858 года Петрозаводск и губернскую гимназию посетил император Александр II в сопровождении министра двора, графа Адлерберга, шефа корпуса жандармов, князя Долгорукова и других лиц свиты. 14 июня 1863 года Петрозаводск и губернскую гимназию посетил цесаревич Николай Александрович в сопровождении графа Строганова и других лиц своей свиты. 26 июня 1870 года губернскую гимназию посетил Великий князь Алексей Александрович в сопровождении генерал-адъютанта Посьета и других лиц своей свиты.
1 августа 1895 года при гимназии было открыто общежитие для иногородних гимназистов. Общежитие разместилось в приобретённом для этой цели каменном, двухэтажном доме, расположенном рядом с гимназией напротив Гостиного двора (дом Е. Г. Алексеевой). Общежитие обслуживали: врач, повар, портниха, банщик, прачка и дворник.
В 1896 году к левому крылу основного здания гимназии был пристроен флигель для размещения гимназической домовой церкви. Проект храма выполнил губернский архитектор М. П. Калитович. Храм был освящён во имя Св. Александра Невского 22 сентября 1896 года епископом Олонецким и Петрозаводским Павлом.
Число учащихся в 1808 году составляло 18 человек, в 1850 году — 60, в 1900 году — 219, на 1 января 1914 года — 353 учащихся.
За период с 1808 по 1902 годы в гимназии обучались 9824 человека, из них окончили полный курс гимназии менее 4 % — 397 человек.
В 1901 году в гимназии была учреждена стипендия имени бывшего олонецкого губернатора Михаила Демидова.
В 1908 году, в честь столетнего юбилея, гимназии пожаловано имя Александра I —  Олонецкая мужская императора Александра Благословенного гимназия .
С 1 июля 1918 года переименована в Петрозаводскую городскую рабоче-крестьянскую школу 3-й ступени (общеобразовательную), с 15 октября 1918 г. — 1-я Петрозаводская школа 2-й степени, с 28 октября 1918 г. — 1-я советская школа 2-й степени г. Петрозаводска.

## История здания
В 1788 году началось строительство каменного здания народного училища и 21 апреля 1790 года оно было торжественно открыто. На тот момент это было самое крупное здание в Петрозаводске. В 1796 году училище было переведено в другое помещение, а в здании разместились губернские учреждения. В 1802 году здание горело и было полностью восстановлено только в 1810 году. В восстановленном здании была открыта губернская мужская гимназия.
После Октябрьской революции здесь размещались казарма, «Дворец труда», «Дворец пионеров». С 1947 по 1959 год в здании размещалась Государственная Публичная библиотека Карело-Финской ССР. С 1960 года в здании размещались Музей изобразительных искусств Карельской АССР (правая часть здания) и Петрозаводское культпросветучилище (левая часть здания). В 1982 году здание было полностью передано Музею изобразительных искусств Карельской АССР.
В 2001 году проведена реконструкция.

## Известные ученики гимназии
Получили известность окончившие гимназию: поэт А. А. Крылов (1813), профессор А. И. Чивилев (1824), этнограф В. А. Дашков (1839), деятель народного образования А. С. Воронов, градоначальник Петрозаводска Я. П. Дейхман (1840), писатель-краевед К. М. Петров (1855), художник В. Д. Поленов (1863), архитектор А. Н. Иосса (1867?), вице-губернатор А. А. Нуромский, член Государственной думы М. М. Кирьянов, советский партийный и государственный деятель В. М. Куджиев, профессор медицины Омар Алиевич Байрашевский (1892, с отличием), учёный-геолог В. М. Тимофеев (1903), революционер, советский партийный и государственный деятель А. А. Копяткевич, деятель здравоохранения М. Н. Заводовский, художник-плакатист М. В. Ушаков-Поскочин.
В гимназии учились: поэт В. Г. Бенедиктов (1817—1821), профессор Ф. Ф. Фортунатов, актёр Н. Н. Ходотов, предприниматель Г.Е. Пименов учёный-геолог П. П. Дорошин, генерал П. Э. Вильчевский, митрополит Григорий (Чуков, Николай Кириллович), В. И. Карлгоф, меценат Н. А. Базегский.

## Директора и преподаватели гимназии

### Директора
- 1802—1804: Пётр Александрович Ушаков, губернский секретарь
- 1804—1806: Артём Егорович Крылов, надворный советник
- 1807—1813: Николай Петрович Ушаков, надворный советник[7]
- 1814—1828: Степан Александрович Башинский, статский советник, председатель уголовной палаты
- 1828—1845: Михаил Иванович Троицкий, статский советник
- 1845—1847: Василий Васильевич Джаксон, статский советник
- 1847—1849: Викентий Васильевич Игнатович, статский советник
- 1849—1852: Александр Иванович Иордан, статский советник
- 1852—1864: Фёдор Николаевич Фортунатов, статский советник
- 01.07.1864 — 24.06.1890: Владимир Николаевич Елецкий, действительный статский советник[8]
- 1.7.1890 — ?: Сергей Герасимович Окуньков[9], статский советник
- 01.02.1897 — 1905?: Иван Михайлович Диомидов, статский советник
- 21.07.1906 — 1917: Эдмунд-Давид Иосифович Юрша, действительный статский советник

### Преподаватели
- И. И. Анциферов (с 1824 года), латынь, греческий язык
- А. К. Бергман, доктор медицины, врач гимназии
- К. Ф. Бергштрессер (с 1831 года, учитель немецкого языка)[10][11]
- В. А. Богданов, русский язык, словесность
- А. Ф. Борздынский (1862—1867; история, география)[12]
- П. Т. Виноградов, русский язык, словесность
- К. И. Гюнтер, немецкий язык
- А. М. Данилевский, словесность
- Ф. И. Дозе (1852—1857, учитель русской словесности)[13][14]
- Н. Л. Дюлевьё (1876—1882), французский язык
- А. Ф. Кириков[15]
- В. М. Копосов (с 1828 года), математика, физика
- И. Д. Лавров (1878—1907), законоучитель, (1896—1907), настоятель гимназического храма
- А. А. Ласточкин (1838—1855, учитель латинского языка)[16]
- П. Ф. Лебедев (с 1862 года), латинский, греческий языки
- И. Д. Ломанский, арифметика и др.
- П. А. Лопатинский
- И. Ф. Мареш, латинский и греческий языки[17]
- Т. Р. Миловидов (1878—1907), рисование, чистописание
- В. И. Модестов[18]
- Э. А. Мудров (математика и физика)
- К. Ф. Нейлисов (латинский язык)[19]
- С. Л. Новаковский (1866—1888), латинский язык
- Д. В. Островский, законоучитель
- В. М. Парфёнов (1911—1918), математика
- К. М. Петров (с 1861 года), русский язык
- протоиерей Антоний (Нечаев), законоучитель
- П. Н. Рыбников
- И. А. Смирнов (1873—1897), история, география
- И. Н. Суханов, латинский язык
- М. И. Троицкий (1810—1828), математика, физика, логика
- И. П. Хрущов, учитель словесности
- Ф. Ф. Чудинов, древние языки, руководитель хора гимназии
- Э-Д. И. Юрша, латинский и греческий языки
- И. В. Яконовский (1808—1825), философские, политические, изящные науки